# EMYCIN
EMYCIN, det första verktyget framtaget specifikt för att användas vid konstruktion av regelbaserade expertsystem.[källa behövs] Programmet härstammar från MYCIN fast här har man tagit bort den specifika medicinska kunskapen.